# Barleria cuspidata
Barleria cuspidata är en akantusväxtart som beskrevs av Friedrich Adolf Heyne och Christian Gottfried Daniel Nees von Esenbeck.
Barleria cuspidata ingår i släktet Barleria och familjen akantusväxter. Inga underarter finns listade i Catalogue of Life.